# Aphia minuta
Aphia minuta é uma espécie de peixe pertencente à família Gobiidae.
A autoridade científica da espécie é Risso, tendo sido descrita no ano de 1810.

## Portugal
Encontra-se presente em Portugal, onde é uma espécie nativa.
O seu nome comum é caboz-transparente.

## Descrição
Trata-se de uma espécie de água salobra e marinha. Atinge os 7,9 cm de comprimento total, com base de indivíduos de sexo indeterminado.